# Nuoto ai XVII Giochi del Mediterraneo - Staffetta 4x200 metri stile libero maschile
Le gare di nuoto nella categoria Staffetta 4x200 metri stile libero maschile si sono tenute il 23 giugno 2013 al Yeni Olimpik Yüzme Havuzu di Mersin.

## Calendario
Fuso orario EET (UTC+3).
| Data      | Ora   | Turno    |
| --------- | ----- | -------- |
| 23 giugno | 10:55 | Batteria |
| 23 giugno | 19:50 | Finale   |

## Risultati
A causa del numero di nazioni partecipanti (sei) la batteria delle qualifiche è unica, e serve solamente a stabilire le corsie di partenza per la finale, a cui tutte si qualificano.

### Batterie
| Pos. | Nazione | Atleti                                                                                             | Tempo   | Corsia | Note |
| ---- | ------- | -------------------------------------------------------------------------------------------------- | ------- | ------ | ---- |
| 1    | Italia  | Alex Di Giorgio Damiano Lestingi Gianluca Maglia Federico Turrini                                  | 7'30"46 | 4      | Q    |
| 2    | Francia | Simon Guerin Eric Ress Ganesh Pedurand Lucas Vigoretto                                             | 7'30"81 | 5      | Q    |
| 3    | Turchia | Abdulhalim Lafçı Ozan Kemer Kaan Türker Ayar Ediz Yıldırımer                                       | 7'41"14 | 3      | Q    |
| 4    | Spagna  | Gerard Rodríguez López Juan Francisco Segura Gutiérrez Antonio Arroyo Pérez Carlos Peralta Gallego | 7'41"68 | 2      | Q    |
| 5    | Grecia  | Odyssefs Meladinis Andreas Vazaios Fotios Koliopoulos Antonios Fokaidis                            | 7'43"59 | 7      | Q    |
| 6    | Egitto  | Marwan Hellal Ahmed Mahmoud Adham Abdelmegid Marwan Elkamash                                       | 8'21"68 | 1      | Q    |

### Finale
| Pos. | Nazione | Atleti | Tempo   | Corsia |
| ---- | ------- | --- | ------- | ------ |
|      | Italia  | Damiano Lestingi Gianluca Maglia Federico Turrini Alex Di Giorgio                                            | 7'19"37 | 4      |
|      | Francia | Simon Guerin Eric Ress Ganesh Pedurand Benjamin Stasiulis                                                    | 7'19"79 | 5      |
|      | Turchia | Kemal Arda Gürdal Nezir Karap Furkan Deniz Maraşlı Doğa Çelik                                                | 7'25"67 | 3      |
| 4    | Grecia  | Odyssefs Meladinis Fotios Koliopoulos Andreas Vazaios Antonios Fokaidis                                      | 7'28"60 | 2      |
| 5    | Spagna  | Juan Francisco Segura Gutiérrez José Manuel Valdivia Cañizares Carlos Peralta Gallego Gerard Rodríguez López | 7'30"96 | 6      |
| 6    | Egitto  | Ahmed Mahmoud Mohamed Gadallh Adham Abdelmegid Marwan Elkamash                                               | 7'44"08 | 7      |